# طريقة موريس
في الإحصاء التطبيقي ،

## طريقة موريس
```
لتحليل العمليات الحسابية هي طريقة تسمى خطوة واحدة في كل مرة (OAT) ، مما يعني أنه في كل مرة يتم إعطاء معلمة إدخال واحدة قيمة جديدة. ويسهل تحليل العمليات الحسابية عن طريق إجراء عدد من التغييرات المحلية عند نقاط مختلفة (x (1 → r للنطاق المحتمل لقيم الإدخال.
```

المحتوى:
- توزيع التأثيرات الأولية: يتم الحصول على التوزيع المحدد للتأثيرات الأولية المرتبطة بعامل الإدخال ith عن طريق أخذ عينات عشوائية مختلفة من x إلى Ω ، ويتم الإشارة إليها بواسطة Fi.
- الاختلافات: في العمل الأصلي لموريس ، كانت مقاييس الحساسية المقترحة هي على التوالي الوسط ، µ ، والانحراف المعياري ، σ ، من Fi. ومع ذلك ، فإن اختيار Morris له عيب ، إذا كان التوزيع ، Fi ، يحتوي على عناصر سلبية ، والتي تحدث عندما يكون النموذج غير متناثر ، عند حساب متوسط بعض التأثيرات قد تلغي بعضها البعض. وبالتالي ، فإن القياس µ من تلقاء نفسه لا يمكن الاعتماد عليه لعوامل الترتيب حسب الأهمية. من الضروري النظر في الوقت نفسه في قيم µ و σ ، كعامل له تأثيرات أولية لعلامات مختلفة (التي تلغي بعضها البعض) قيمة منخفضة لـ µ ولكن قيمة كبيرة σ تتجنب التقليل من أهمية العوامل.
- µ: إذا كان التوزيع ، Fi ، يحتوي على عناصر سلبية ، والتي تحدث عندما يكون النموذج غير مموه ، عند حساب متوسط بعض التأثيرات قد تلغي بعضها البعض. عندما يكون الهدف هو ترتيب العوامل حسب الأهمية من خلال الاستفادة من حساسية واحدة قياس ، والمشورة العلمية لاستخدام µ ∗ ، والتي من خلالها الاستفادة من القيمة المطلقة ، وتجنب حدوث آثار علامات المعاكس.

وتستخدم طريقة موريس المنقحة µ * للكشف عن عوامل المدخلات ذات التأثير العام المهم على الناتج. σ يستخدم للكشف عن العوامل التي تدخل في التفاعل مع عوامل أخرى أو التي يكون تأثيرها غير خطي.
- خطوات الطريقة: تبدأ الطريقة باخذ مجموعة من قيم البدء ضمن النطاقات المحددة للقيم الممكنة لكل متغيرات المدخلات وحساب نتيجة النموذج التالية. تغير الخطوة الثانية القيم الخاصة بمتغير واحد (جميع المدخلات الأخرى المتبقية عند قيم البدء الخاصة بها) وتحسب التغيير الناتج في نتيجة النموذج مقارنة بالتشغيل الأول. بعد ذلك ، يتم تغيير القيم لمتغير آخر (يتم الاحتفاظ بالمتغير السابق عند قيمته التي تم تغييرها ويتم الاحتفاظ بالقيم الأخرى عند قيم البدء الخاصة بها) ويتم حساب التغيير الناتج في نتيجة النموذج مقارنةً بالفترة الثانية. يستمر هذا حتى يتم تغيير جميع متغيرات الإدخال. يتم تكرار هذا الإجراء r الأوقات (حيث يتم أخذ r عادة بين 5 و 15) ، في كل مرة مع مجموعة مختلفة من قيم البدء ، مما يؤدي إلى عدد من عمليات r (k + 1) ، حيث k هو عدد المتغيرات المدخلات . هذا الرقم فعال جدا مقارنة بالطرق الأكثر تطلبا لتحليل الحساسية.[1]